# Leucophenga iriomotensis
Leucophenga iriomotensis är en tvåvingeart som beskrevs av Chen och Aotsuka 2003. Leucophenga iriomotensis ingår i släktet Leucophenga och familjen daggflugor. Inga underarter finns listade i Catalogue of Life.